# Европейски път Е763
Европейски път Е763 е част от европейската пътна мрежа. Е763 започва от Белград, Сърбия и свършва в град Биело поле, Черна гора. Дължината му е 327
След Белград пътят преминва през град Чачак и Нова Варош в Сърбия и продължава към Биело поле.